# Bezimienny (Gothic)
Bezimienny – główny bohater gier komputerowych z serii Gothic. Postać sterowana przez gracza.

## Charakterystyka
Jest młodym, dobrze zbudowanym mężczyzną, ma wąsy i małą  bródkę,  piwne oczy, włosy ciemnoblond zebrane z tyłu w  niewielki kucyk. W grze Gothic 3 jego wygląd ulega znacznym zmianom, ma brązowe włosy, szare oczy, nie ma już kucyka. Wykazuje często ironiczne poczucie humoru, niekiedy autoironiczne, choć ma jednocześnie poczucie swojej wartości i bywa wrażliwy na punkcie godności osobistej. W fabule gry nie zostało powiedziane za jakie przestępstwo został zesłany do Górniczej Doliny, wiadomo tylko tyle, że zanim tam trafił przesiedział dwa miesiące w lochu. W grze Gothic 3 król Rhobar II mówi mu, iż został zesłany do kolonii, by odkrył swoją moc, i że jest wybrańcem. Bohater nie został również przedstawiony z imienia – choć w trakcie gry kilka razy bezskutecznie usiłuje się sam przedstawić. W późniejszych etapach gry, postacie (np. smoki) informują o tym, że bohater nie ma imienia.
We wszystkich odsłonach serii polskiej wersji gry, bohaterowi głosu użycza Jacek Mikołajczak.

## Gothic
Na początku swojej przygody trafił do Górniczej Doliny, która, dekretem króla Myrtany, stała się kolonią karną. Poznał tam cienia Diego, który został najlepszym przyjacielem Bezimiennego bohatera. Bezimienny spotkał tam także nekromantę – Xardasa, który towarzyszył mu przez trzy części gry. Po pokonaniu Śniącego, potężnego demona Beliara pod koniec pierwszej części gry, został przysypany gruzami świątyni demona.

## Gothic II
W kolejnej części gry, Xardas teleportował go do swojej wieży na wyspie Khorinis i wyjawia mu, że jest Wybrańcem Innosa, jedynym człowiekiem zdolnym pokonać orków i smoki oraz władać artefaktem zwanym Okiem Innosa. Bohater wrócił więc do Górniczej Doliny, gdzie spotkał dawnych kompanów, takich jak Diego, Gorn, Lester, Milten czy Angar, ale też nowe, wpływowe postacie (kapitan Garond, Łowcy Smoków). Zmierzył się też z ogromnym zagrożeniem jakim są smoki. Oprócz tego w dodatku Noc Kruka musiał stawić czoła innemu przeciwnikowi – dawnemu współwięźniowi z kolonii górniczej – Krukowi, który został teraz naznaczony przez samego Beliara.

## Gothic 3
W trzeciej części przypłynął na kontynent –  Myrtanę. Gracz może tu sam zdecydować, czy opowie się po stronie Innosa (Paladyni, Buntownicy i Nordmarczycy), Beliara (orkowie, Najemnicy i Asasyni) czy trzeciej – tajemniczej frakcji związanej z Xardasem (Magowie Wody, Koczownicy i Gońcy Leśni). Jeżeli Bezimienny obierze drogę Innosa lub Beliara, pod koniec gry, gdy zginie król Rhobar, ogłosi się królem Myrtany. Lecz kiedy wybierze drogę Xardasa (zwaną też czasem drogą Adanosa) przejdzie przez portal, prowadzący do Nieznanych Krain.

## Gothic 3: Zmierzch Bogów
W dodatku do Gothic 3, po sprzeczce z Xardasem, wraca pełen gniewu z Nieznanych Krain do Myrtany, by położyć kres ponownej wojnie. Pod koniec gry mianuje się jej królem i przyjmuje imię Rhobara III, u którego boku zasiądą jego przyjaciele jako dowódcy wojsk i doradcy.

## Arcania
W czwartej części serii bezimienny wcześniej bohater jest starym królem tyranem, Rhobarem III, który objął we władanie cały kontynent. Jego rozkazy doprowadziły do zniszczenia wioski nowego głównego bohatera oraz śmierci jego ukochanej. Głosu nowemu, bezimiennemu protagoniście użyczył Jacek Kopczyński.

## Odbiór
Postać Bezimiennego stała się inspiracją dla utworzenia kolektywu artystycznego pt. „Bezimienny”. Kolektyw tworzy impresjonistyczne obrazy związane z serią gier Gothic, w tym podobizny głównego bohatera. Według magazynu Rytmy.pl, wypowiedź Bezimiennego „pokaż mi swoje towary” na stałe weszła do kultury popularnej i jest jednym z 10 cytatów z gier, które kształtowały język.
Na obszarze postradzieckim postać Bezimiennego przyczyniła się do powstania własnym sumptem kilku powieści fantasy. W humorystycznej powieści Uże nie Biezymiannyj (pol. Już nie Bezimienny) autorstwa A. Potrollskiego główny bohater trafia do świata Gothica, jednak nie powtarza kanonicznego losu Bezimiennego, tylko dokonuje własnych wyborów. Powieść Gotika. Stanowlenije (pol. Gothic. Geneza) autorstwa Nest-s to fantazja na temat życia Miltena w Khorinis, jego losy w kolonii górniczej i punkt widzenia na rolę Bezimiennego (nazywanego tu Szczęściarzem) w sprawie zniszczenia magicznej bariery. Dokonaniom Bezimiennego poeta Ramazan Afanasjew poświęcił trzy wiersze cyklu Bałłada o bezymiannom (pol. Ballada o Bezimiennym), które następnie wykonał na YouTubie, akompaniując sobie na gitarze. Głównej postaci z Gothica został poświęcony esej Antona Kostyrki na portalu Proza.ru pt. Jest' li u Biezymiannogo swoi wzglady w Gotikie 2 (pol. Czy Bezimienny ma swoje poglądy w Gothic II).